# 克里斯·鲍恩

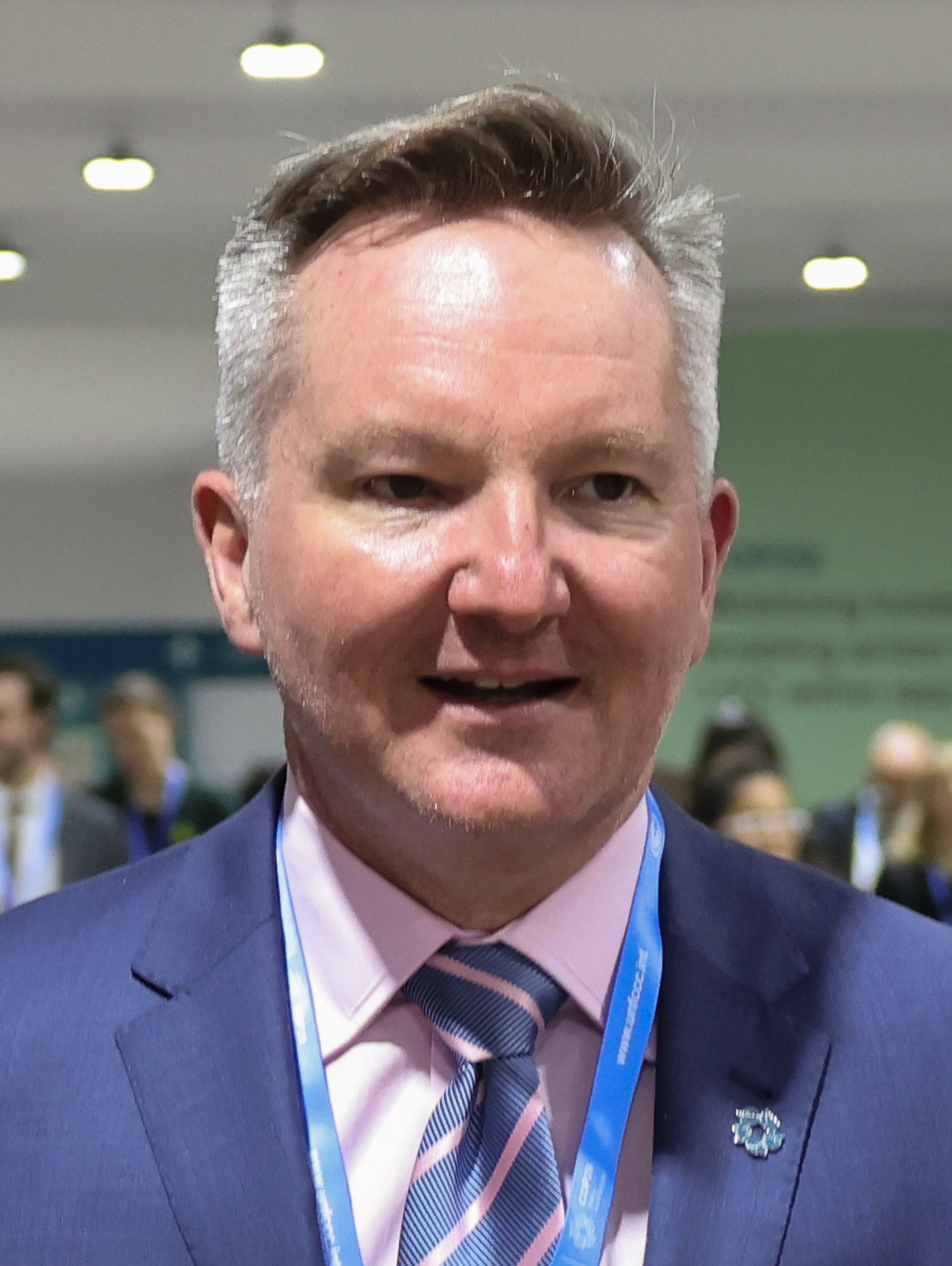
克里斯·鲍恩

克里斯托弗·艾尔斯·盖伊·鲍恩（英語：Christopher Eyles Guy Bowen，1973年1月17日—），澳大利亚政治家，前澳大利亞財政部長，2013年曾任澳大利亞工黨代党魁。

## 生平
鲍恩出生于悉尼西区平民家庭，大学入读悉尼大学，经济学士毕业。毕业之后即投入当地政坛，1995年入选悉尼西区費菲市市议会，1998年和1999年两度当选市长。1999年至2001年担任西悉尼地区地方政府组织的会长。
2004年鲍恩代表工党当选澳大利亚国会下院风水湖选区（后改称麥克馬洪选区）议员。2006年出任影子助理财长、影子收入及竞争政策部长。2007年工党执政后在陆克文政府中担任助理财政部长和竞争政策及消费者事务部长，2009年加入内阁担任金融服务、养老金及公司法部长，和人类服务部长，在全球金融危机后政府的应对政策实施中扮演重要角色。2010年担任移民及公民部长，2013年任高等教育、技能、科学及研究部长，并兼任小生意部长。
2013年3月澳大利亚工党领袖表决后，鲍恩由于表态支持陆克文代替时任领袖吉拉德而辞去内阁职务。2013年6月陆克文出任领袖后起用鲍恩，在第二次陆克文内阁中出任财长，2013年6月27日任职，同时将养老金和金融服务事务纳入财长职责。
2013年澳洲联邦大选中工党失利，党魁陆克文宣布卸任。鲍恩宣布不会角逐党魁职务，遂于2013年9月13日起出任代领袖，在工党按照党内选举规则选出新领袖比尔·萧藤后于2013年10月18日卸任。
2022年6月1日出任澳大利亞气候变化和能源部部長。
| 前任： 韦恩·斯旺 | 澳大利亞財政部長 2013年 - 2013年 | 繼任： 乔·霍基 |